# Леополд Јозеф Даун
Леополд Јозеф Даун (24. септембар 1705 – 5. фебруар 1766) је био аустријски фелдмаршал.

## Биографија
Учествовао је у Аустријско-турском рату (1737-9) као генерал. У периоду од 1748. до 1756. године посветио се реорганизацији и преоружању војске. Под његовом управом, у Аустрији су 1749. издата прва правила службе. На његов предлог, године 1752. основан је у Аустрији први кадетски корпус. Он ће касније бити претворен у војну академију. У Седмогодишњем рату, Даун је командовао аустријским трупама у Чешкој и Моравској. У борби за деблокаду Прага, поразио је Фридриха II у бици код Колина (јун 1757). Принудио је Фридриха да одустане од опсаде Оломоуца и да се из Чешке повуче у Шлезију. Препадом 14. октобра 1758. године нанео је Фридриху осетан пораз код Хохкирха. После руско-аустријске победе код Кунерсдорфа (12. август 1759), пропустио је прилику да, заједно са Русија, дотуче Прусе и освоји Берлин. Осујетио је 29. новембра 1759. године Фридрихом маневар код Максена. У бици код Легнице (15. август 1760) оклевао је да пораз Лаудонових корпуса искористи за одсудни напад на Фридриха. У почетној фази битке код Торгауа (3. новембар 1760) пропустио је да разбије раздвојене пруске колоне. Због тога је назван аустријски Фабије Кунктатор.